# Fissidens tumescens
Fissidens tumescens là một loài Rêu trong họ Fissidentaceae. Loài này được Pursell & Muller, Frank mô tả khoa học đầu tiên năm 2008.